# Tranvia Alessandria-Casale Monferrato
La Tranvia Alessandria-Casale Monferrato era una linea tranviaria interurbana che collegava Alessandria, San Salvatore Monferrato e Casale Monferrato tra il 1880 e il 1935.

## Storia

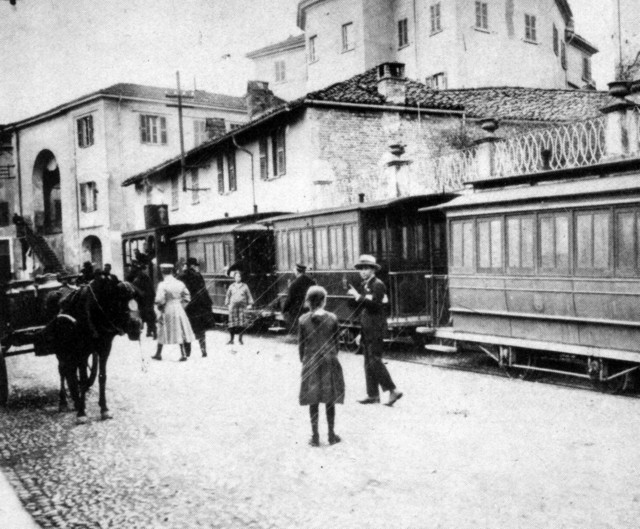
San Salvatore - Tram

La storia ha inizio il 7 aprile 1880 quando nella Sala Consolare del Palazzo municipale di Alessandria fu discussa e accolta la domanda presentata il 16 aprile 1876 da Domenico Bellisomi ed Ercole Belloli per la costruzione di due linee di "tramways a vapore", l'una da Alessandria a Sale, l'altra da Alessandria a Casale Monferrato. Il Comune stesso aveva deciso di concorrere alle spese di costruzione e di manutenzione mediante la somma annua di lire ottomila cinquecento per la prima line e lire settemilasettecentocinquanta per la seconda per la durata di anni trenta.
Le strade urbane concesse per la linea furono: largo Arsenale, piazza San Martino, via dei mercati, via Vochieri e piazza Tanaro.
La stazione dei tramways si trovava in corso Crimea, dove fu in seguito costruito il Palazzo di Giustizia.
Per poter realizzare l'opera si dovette procedere all'espropriazione di sedimenti, vigne, campi ed orti, concedendo al proprietario una somma di denaro in cambio del terreno sottratto.

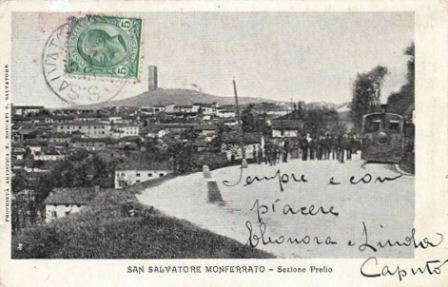
San Salvatore - Tram a vapore

L'inaugurazione delle linee Alessandria-Sale e Alessandria-Casale avvenne il 1º agosto 1880 alla presenza del ministro di Grazia e Giustizia Tommaso Villa, dei parlamentari della provincia di Alessandria e del prefetto.
Nell'ottobre 1881 Belloli e Bellisomi, nel frattanto nominati cavalieri, cedettero la linea alla belga Società Anonima delle Tramvie a Vapore della Provincia di Alessandria, costituitasi l'anno precedente a Bruxelles e abilitata ad operare in Italia dal febbraio 1881.
Col passare del tempo la linea, così come le altre tratte esercite dalla "Belga", non fu più in grado di soddisfare i bisogni delle popolazioni locali, offrendo un servizio sempre più scadente. Il 1º aprile 1927 fu soppressa la tratta tra San Salvatore e Casale Monferrato; la restante tratta fu soppressa nel 1935.

## Caratteristiche
La linea tranviaria era a binario singolo a scartamento ordinario di 1445 mm, interamente in sede promiscua. Si sviluppava per 31,100 km. Il raggio di curvatura era di 30 metri, la pendenza massima del 60 per mille. I convogli potevano toccare una velocità massima di 20 km/h.

### Percorso
| Unused urban continuation backward |

|  | Unknown route-map component "uexBHF" |

|  | Unknown route-map component "uexABZgl" |

|  | Unknown route-map component "uexHST" |

|  | Unknown route-map component "uexhKRZWae" |

|  | Unknown route-map component "uexHST" |

|  | Unknown route-map component "uexABZgl" | Unknown route-map component "uexCONTfq" |

|  | Unknown route-map component "uexHST" |

|  | Unknown route-map component "uexHST" |

|  | Unknown route-map component "uexHST" |

|  | Unknown route-map component "uexBHF" |

|  | Unknown route-map component "uexHST" |

|  | Unknown route-map component "uexHST" |

|  | Unknown route-map component "uexBHF" |

|  | Unknown route-map component "uexABZg+l" | Unknown route-map component "uexCONTfq" |

|  | Unknown route-map component "uexHST" |

| Unknown route-map component "exCONTgq" | Unknown route-map component "uexmKRZ" | Unknown route-map component "exCONTfq" |

|  | Unknown route-map component "uexHST" |

|  | Unknown route-map component "uexKBHFe" |

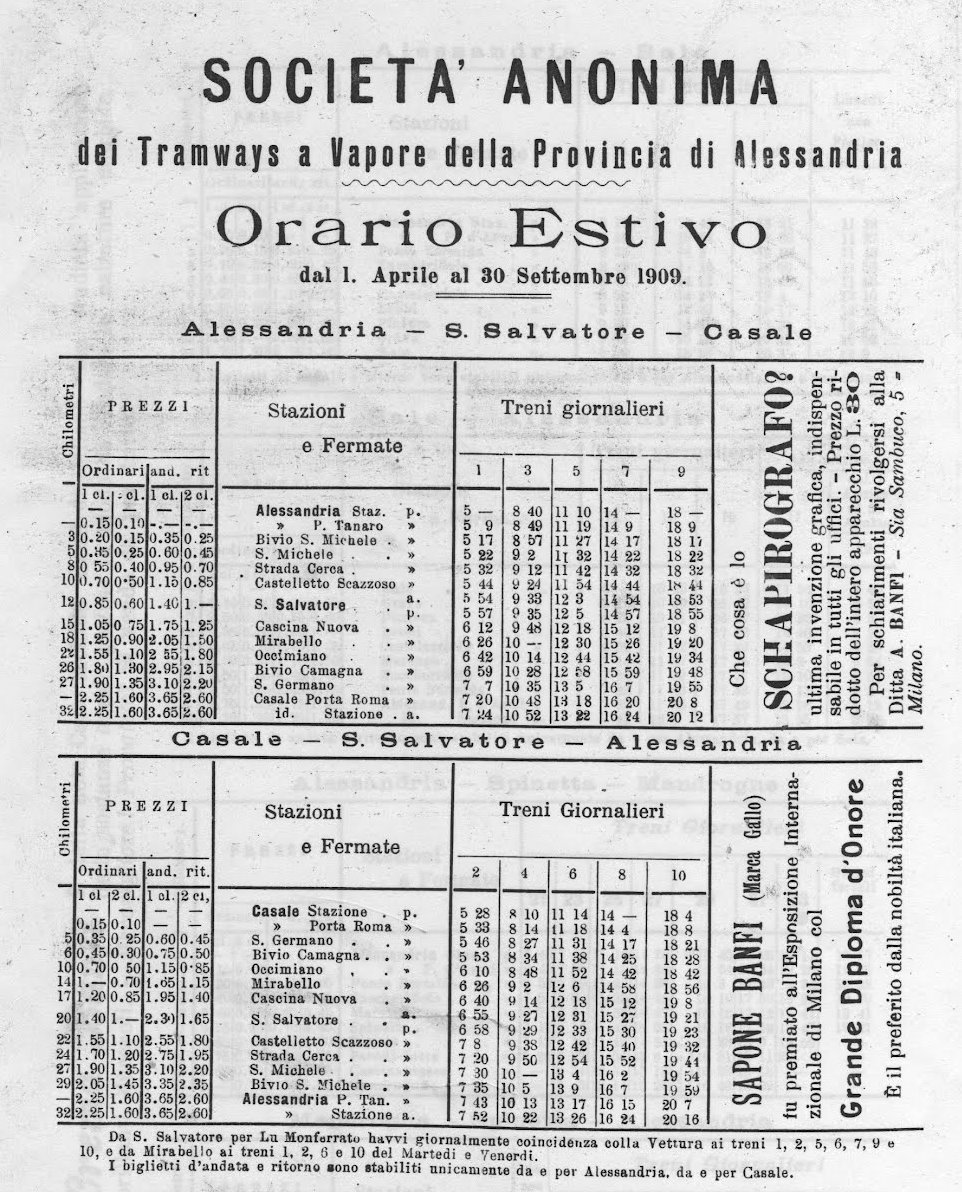
Orario Alessandria Casale

La linea aveva partenza dalla stazione dei tram interurbani situata in corso Crimea, dove oggi si trova il Palazzo di Giustizia. Poi proseguiva attraverso il centro della città percorrendo numerose vie con numerose fermate urbane (questa tranvia e quella per Sale furono infatti un primo abbozzo di tranvia urbana in città): da Corso Crimea svoltava a destra in Corso Cavallotti incontrando numerosi scambi: per la stazione ferroviaria e per due fabbriche. Poi percorreva due grandi curve che ancora oggi si possono vedere nella formazione delle strade. Qui incontrava un altro scambio che portava all'interno del mercato ortofrutticolo.
Dopo aver percorso tutto Corso Virginia Marini si immetteva prima in Piazza Tanaro e poi sul Ponte Tanaro per poi svoltare a sinistra. In questo punto c'era un altro scambio, infatti la tranvia collegava anche la cittadella militare al centro della città. Il tram costeggiava dunque il fossato della cittadella fino all'attuale via Giordano Bruno per percorrerla tutta. Al bivio per San Michele si trovava un altro scambio, da cui si diramava la tranvia della Società Astese Monferrina Tranvie e Ferrovie (SAMTF) per Altavilla Monferrato. La tranvia usciva quindi dal territorio urbano per raggiungere numerosi paesi del Monferrato Itra cui i più importanti erano San Salvatore Monferrato e il capolinea di Casale Monferrato.
Le fermate segnate sull'orario ufficiale del 1909 erano: Alessandria Stazione, Alessandria piazza Tanaro, Alessandria bivio per San Michele, San Michele, strada Cerca, Castelletto Scazzoso, San Salvatore Monferrato, Cascina Nuova, Mirabello, Occimiano, Bivio Camagna, San Germano, Casale Porta Roma, Casale Monferrato Stazione.

## Materiale rotabile
Sulla tranvia prestarono servizio locomotive a vapore di tipo tranviario.
Il parco rotabili della "Belga", impiegato promiscuamente su tutte le linee sociali, risultava composto tra il 1927 e il 1930 da dodici locomotive a vapore, 31 rimorchiate a due assi e 70 carri merci.